# Остра-Ветере
Остра-Ветере (итал. Ostra Vetere) — коммуна в Италии, располагается в регионе Марке, в провинции Анкона.
До 1882 года называлась Монтеново (итал. Montenovo).
Население составляет 3506 человек (2008 г.), плотность населения составляет 118 чел./км². Занимает площадь 30 км². Почтовый индекс — 60010. Телефонный код — 071.
Покровителем коммуны почитается святой Иоанн Креститель, празднование 24 июня.

## Демография
Динамика населения:

## Администрация коммуны
- Официальный сайт: http://www.comune.ostravetere.an.it/ Архивная копия от 2 апреля 2010 на Wayback Machine